# Francillon-Salat
Francillon-Salat ist ein gemischter Salat aus in einer Weißwein-Vinaigrette marinierten Kartoffeln,  gekochten Muscheln und Sellerie, garniert mit geschnittenen Trüffeln.
Das Originalrezept wurde von Dumas fils in seinem Theaterstück Francillon präsentiert, das am 9. Januar 1887 in der Comédie-Française uraufgeführt wurde, und wo es eine Cordon Bleu-Köchin namens Anette an den Protagonisten Henry weitergibt.